# Biéville, Manche

Biéville este o comună în departamentul Manche, Franța. În 2009 avea o populație de 164 de locuitori.